# Сарамутин, Валерий Анатольевич
Вале́рий Анато́льевич Сараму́тин (род. 17 мая 1995, Камден, Нью-Джерси) — российский футболист, полузащитник любительского клуба «Рома».

## Клубная карьера
Родился в Нью-Джерси, где работал отец, детство провёл в России. В Нью-Йорке остались отец и две сестры, одна из них по состоянию на 2020 год работала в больнице.
Первый тренер — Алексей Пискунов. В «Динамо» с 2012 года. В 2013—2016 годах сыграл за молодёжную команду 67 матчей, забил 5 мячей. 21 мая 2016 в матче 30 тура чемпионата России дебютировал в составе основной команды — в домашнем матче против «Зенита» (0:3) вышел на замену на 87-й минуте.
В июне 2017 года перешёл в петербургское «Динамо».
22 августа 2018 года подписал контракт на сезон 2019 с новообразованным клубом «Остин Боулд» из Чемпионшипа ЮСЛ, второго по уровню дивизиона США.
Летом 2020 года был отстранён от тренировок за отказ вставать на колено в рамках акции Black Lives Matter и пойти на понижение зарплаты. Вскоре покинул клуб и вернулся в Россию, в подмосковный «Олимп-Долгопрудный».
21 июля 2021 года перешёл в клуб «Красава».
14 июля 2022 года подписал контракт с клубом «Торпедо-2». 16 ноября контракт был расторгнут.

## Карьера в сборной
За юношескую сборную России до 17 лет провёл 10 матчей, забил один гол. В отборочном турнире к юношескому чемпионату Европы 2012 сыграл все три матча в квалификационном раунде и первый матч в элитном раунде. В 2013 году сыграл 5 матчей за сборную U18. В 2014 — три товарищеских матча за юношескую сборную до 19 лет и один матч в элитном раунде квалификации к юношескому чемпионату Европы 2015.
На футбольном турнире Универсиады 2015 провёл все шесть матчей в составе сборной, занявшей 9 место.

## Статистика выступлений
| Выступление         | Выступление      | Выступление      | Лига | Лига | Кубки | Кубки | Итого | Итого |
| Клуб                | Лига             | Сезон            | Игры | Голы | Игры  | Голы  | Игры  | Голы  |
| ------------------- | ---------------- | ---------------- | ---- | ---- | ----- | ----- | ----- | ----- |
| Динамо (Москва)     | РФПЛ             | 2015/16          | 1    | 0    | 0     | 0     | 1     | 0     |
| Динамо (Москва)     | ФНЛ              | 2016/17          | 1    | 0    | 0     | 0     | 1     | 0     |
| Динамо (Москва)     | Итого            | Итого            | 2    | 0    | 0     | 0     | 2     | 0     |
| → Динамо-2 (Москва) | ПФЛ              | 2016/17          | 21   | 1    | —     | —     | 21    | 1     |
| → Динамо-2 (Москва) | Итого            | Итого            | 21   | 1    | —     | —     | 21    | 1     |
| Динамо (СПб)        | ФНЛ              | 2017/18          | 16   | 1    | 1     | 0     | 17    | 1     |
| Динамо (СПб)        | Итого            | Итого            | 16   | 1    | 1     | 0     | 17    | 1     |
| → Велес             | ПФЛ              | 2018/19          | 6    | 0    | 0     | 0     | 6     | 0     |
| → Велес             | Итого            | Итого            | 6    | 0    | 0     | 0     | 6     | 0     |
| Остин Боулд         | ЮСЛ              | 2019             | 27   | 1    | 3     | 0     | 30    | 1     |
| Остин Боулд         | ЮСЛ              | 2020             | 5    | 0    | 0     | 0     | 5     | 0     |
| Остин Боулд         | Итого            | Итого            | 32   | 1    | 3     | 0     | 35    | 1     |
| Олимп-Долгопрудный  | ПФЛ              | 2020/21          | 6    | 0    | 0     | 0     | 6     | 0     |
| Олимп-Долгопрудный  | Итого            | Итого            | 6    | 0    | 0     | 0     | 6     | 0     |
| Красава             | Второй дивизион  | 2021/22          | 19   | 1    | 2     | 0     | 21    | 1     |
| Красава             | Итого            | Итого            | 19   | 1    | 2     | 0     | 21    | 1     |
| Торпедо-2           | Вторая лига      | 2022/23          | 10   | 0    | —     | —     | 10    | 0     |
| Торпедо-2           | Итого            | Итого            | 10   | 0    | —     | —     | 10    | 0     |
| Всего за карьеру    | Всего за карьеру | Всего за карьеру | 112  | 4    | 6     | 0     | 118   | 4     |

## Достижения
«Динамо» (Москва)
- Победитель ФНЛ: 2016/17
- Победитель молодёжного первенства России (2): 2013/14, 2014/15
- Серебряный призёр молодёжного первенства России: 2012/13
- Итого : 3 трофея

«Олимп-Долгопрудный»
- Победитель ПФЛ (группа 2): 2020/21
- Итого : 1 трофей